# Blew
Blew er en sang og en Ep fra det amerikanske grungeband Nirvana.

## Sangen
"Blew" blev skrevet i 1988 af forsanger Kurt Cobain. Det er den første sang på Nirvanas debutalbum Bleach fra 1989.
På Nirvanas livealbum From the Muddy Banks of the Wishkah (udgivet 1996) er medtaget en version af sangen optaget under en optræden i Holland i 1991.

## Ep'en
Ep'en Blew blev udgivet i 1989 af pladeselskabet Tupelo Records. Udover "Blew" indeholder Ep'en "Love Buzz", "Been A Son" og "Stain".
Ep'en blev kun udgivet i Storbritannien.